# Герб Вільшанського району
Герб Вільшанського району — один з офіційних символів однойменного району Кіровоградської області. Затверджений 31 січня 2003 р. рішенням сесії районної ради. Автор — В. Кривенко.

## Опис
|  | У золотому полі синє вістря, у якому золота бджола зі срібними крилами, що супроводжується праворуч синьою квіткою барвінку з зеленим стеблом і листочками, ліворуч — червоною трояндою на зеленому стеблі з листочками. Щит обрамований декоративним вінком з дубового листя і увінчаний стилізованою короною з пшеничного колосся, на яку покладений лапчастий хрест. На синій девізній стрічці золотий напис «Віра і добро». |

## Символіка герба
Символи та кольори підкреслюють національні особливості району, в якому більшість складають українці та болгари. Болгари зберегли свої традиції, культурну спадщину та мову, а також сприйняли українські звичаї. Яскраво-червона троянда є неофіційною емблемою Болгарії. Вона є символом краси та досконалості, наснаги, уособленням жіночності, духовної любові та кохання.
Барвінок є однією з найпоширеніших квітучих рослин України. Він є символом вічності і життя, пам'яті та світлих споминів, щастя в одруженні, злагоди. Дві квітки символізують єднання представників двох народів, що проживають поруч більше двох століть. Зображення бджоли має багатий символічний зміст: вона втілює працьовитість та самовідданість, окриленість та творчі здібності, мужність та хоробрість, мудрість та ощадливість.
Кольори українського прапора — синій та жовтий, а болгарського — білий, зелений та червоний. Стилізоване колосся пшениці в картуші є символом хліборобського краю, достатку та впевненості. Дуб символізує міць, силу та славу, могутність та витривалість. Вільха — дерево, назва якого пов'язана з найменуванням району. Виноград символізує природну родючість, життєрадісність, духовне життя та відродження. Він нагадує про історичні зв'язки частини населення району з сонячною Болгарією. Козацький хрест говорить про приналежність території теперішньої Вільшанщини до земель Вольностей Війська Запорозького та пов'язаного з цим початком їх заселення.